# فوكر إف27 فريند شيب
فوكر إف27 فريند شيب :(بالإنجليزية: Fokker F27 Friendship)‏هي طائرة مزودة بمحركات مروحية توربينية صممت وبنيت من قبل الشركة الهولندية لصناعة الطائرات فوكر (اقفلت بعد أفلاسها).

## التصميم والتطوير
بدأ تصميم طائرة فوكر إف27 ت في الخمسينيات، لتكون بديلا عن الطائرة الناجحة من طراز دوغلاس دي سي-3. قامت الشركة المصنعة بتقييم عدد من التكوينات المختلفة قبل أن يثبت أختيارها على جناح عالي مع محركات ثنائية من طراز رولز رويس دارت مع مقصورة متكيفة الضغط وبسعة 28 راكبا.
أول نموذج أولي، كان يمحل التسجيل (PH-NIV)، وطار لأول مرة في 24 نوفمبر 1955. كانت النموذج الثاني وآلات الإنتاج الأولي 0.9 متر (3 قدم) لفترة أطول، تناول أول طائرة بشكل طفيف التعامل مع الذيل الثقيلة وتوفر أيضا مساحة لأربعة ركاب أكثر من ذلك، ليصل المجموع إلى 32. تستخدم هذه الطائرات أيضا عضو الكنيست دارت أقوى 528 محرك.

## الإنتاج

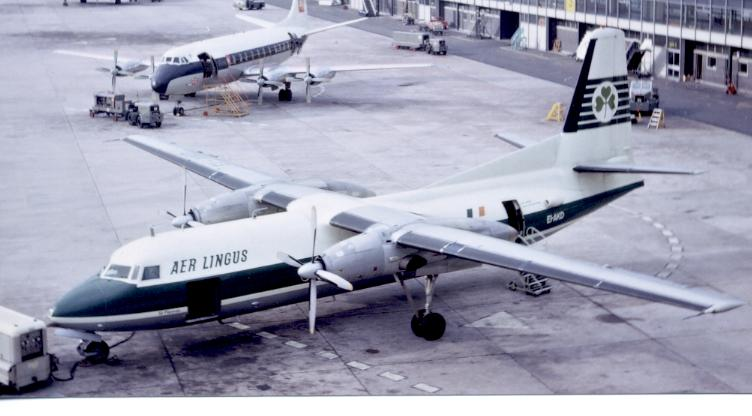
خطوط لينغوس الجوية كانت أول شركة طيران تشغل طائرة فوكر إف27 فريند شيب

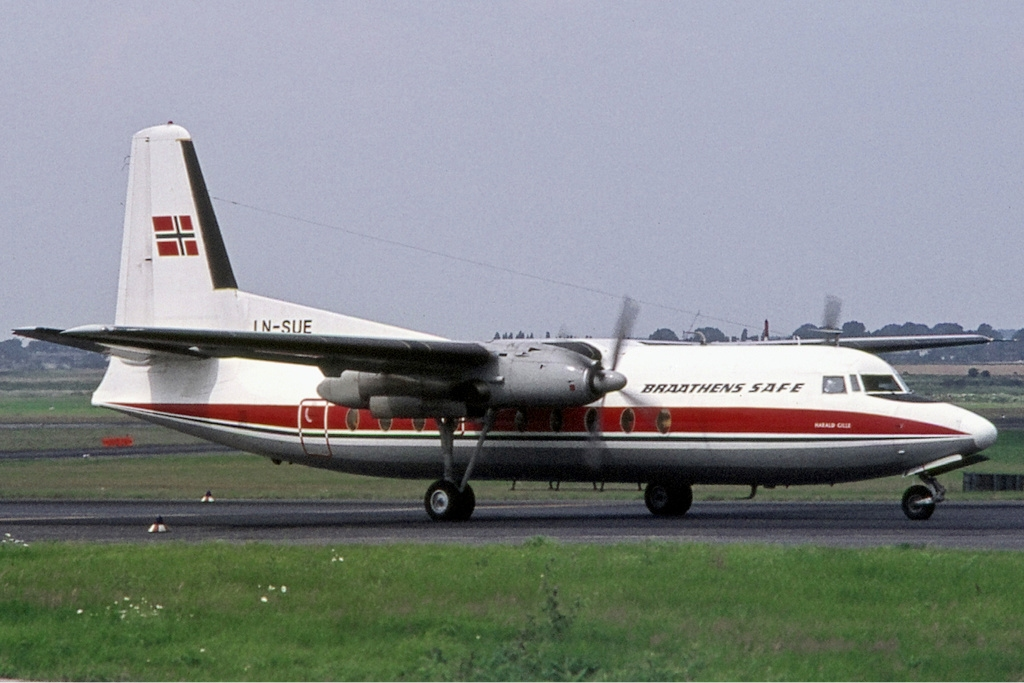
فوكر إف27-100 فريند شيب في أغسطس 1974 تابعة لخطوط براثنيس

تم تسليم نموذج الإنتاج الأول، إف27-100 ، لخطوط لينغوس الجوية في نوفمبر 1958. وشملت العملاء الصداقة في وقت مبكر الأخرى خطوط براثنيس(Braathens SAFE) ، لوكسير(Luxair) بالأضافة، خطوط انيست (Ansett) الأسترالية ومؤسسة الخطوط الجوية الوطنية في نيوزيلندا وخطوط عبر أستراليا الجوية والخطوط الجوية التركية.
في عام 1956، وقعت فوكر اتفاق ترخيص مع شركة صناعة الطائرات الأمريكية فيرتشايلد لهذا الأخير على بناء إف27 في الولايات المتحدة الأمريكية. حلقت أول طائرة أمريكية الصنع في 12 أبريل 1958. فيرتشايلد أيضا وضعت بشكل مستقل نسخة الضغوط، ودعا FH-227 . وأدلى معظم المبيعات بنسبة فيرتشايلد في سوق أمريكا الشمالية.
وكان السعر الأساسي لRDa.6 بالطاقة F-27 في عام 1960 239,000 جنيه استرليني. [1]
في نهاية إنتاج طراز فوكر إف27 في عام 1987، كان 586 وحدة تم بناؤها (آخر زائد 207 F-27S وFH-227s في الولايات المتحدة الأمريكية من قبل فيرتشايلد)، أكثر من أي أوروبا الغربية ركاب التوربيني المدنية الأخرى في ذلك الوقت. [ بحاجة لمصدر ]
تم تعديل العديد من الطائرات من خدمة نقل الركاب إلى البضائع أو الأدوار سفينة الشحن السريع، حزمة وتظل في الخدمة في عام 2009. كانت آخر قوائم البضائع الرئيسية للإف27 في الولايات المتحدة فيديكس اكسبريس، والبضائع الطائرات «التغذية». وقد تقاعد هذه والاستعاضة عنها ATR42 وATR72 طائرة بحلول نهاية عام 2009، مع مشاركة من الطائرات التي يجري التبرع بها ل متحف الطيران قارية . والولايات المتحدة فريق المظليين في الجيش يستمر في استخدام سفينة الجند C-31A للمعارض لها الغوص في عام 2011. [2]
في 1980s في وقت مبكر، وضعت فوكر خلفا للصداقة، وفوكر 50 . على الرغم من أن تقوم على هيكل الطائرة إف27-500، وفوكر 50 تكاد تكون طائرة جديدة مع برات آند ويتني كندا المحركات والأنظمة الحديثة. وتم تحسين أدائها العام وراحة الركاب على إف27.

## الطرزات
- إف27-300إم سفينة الجند من هولندا سلاح الجو الملكي في منتصف 1970s إف27-100 - كان نموذج الإنتاج الأول؛ 44 راكبا.
- إف27-200 - يستخدم دارت مر 532 محرك.
- إف27-300 Combiplane - لنقل الركاب المدنية / طائرة شحن.
- إف27-300إم سفينة الجند - إصدار نقل عسكرية ل سلاح الجو الملكي الهولندي .
- إف27-400 - «كومبي» طائرة ركاب / شحن، مع اثنين من رولز رويس دارت محركات الدفع التوربيني 7 والباب شحن كبيرة.
- إف27-400إم - النسخة العسكرية ل جيش الولايات المتحدة مع تسمية سفينة الجند C-31A، لا يزال قيد الاستخدام في عام 2011.
- إف27-500 - إن -500، وكان 1.5 متر (4 قدم 11 في) يعد جسم الطائرة، والعودة إلى دارت مر 528 محرك، والإقامة لمدة تصل إلى 52 راكبا. انه طار الأول في نوفمبر تشرين الثاني عام 1967.
- إف27-500إم - النسخة العسكرية.
- إف27-500إف - وهناك نسخة من -500 لأستراليا مع أصغر الأبواب الأمامية والخلفية.
- إف27-600 - سريعة التغير البضائع / نسخة الركاب من -200 مع الباب شحن كبيرة.
- إف27-700 - إيه إف27-100 مع باب شحن كبيرة.
- إف27 200-إم إيه أر - العزل الإصدار استطلاع البحري.
- إف27 البحري المنفذ - نسخة المسلحة استطلاع البحري.
- إف اتش-227 - فيرتشايلد هيلر امتدت الإصدار.

## المشغلين

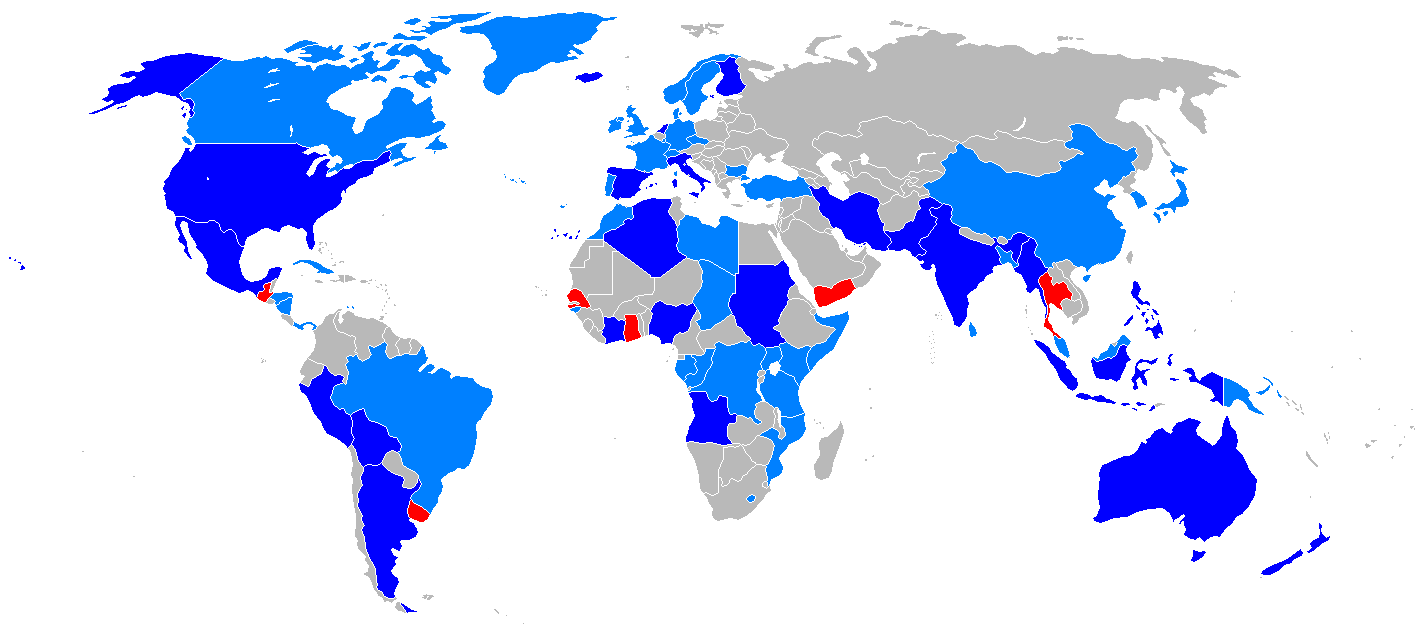
خريطة مشغلين إف27 الأزرق الفاتح يشير إلى الاستخدام المدني. الأزرق الداكن يشير إلى الاستخدام المدني والعسكري. الأحمر يشير إلى الاستخدام العسكري.

## الحوادث البارزة والحوادث
ترانس أستراليا ايرلاينز الرحلة 538 - 10 يونيو 1960 ماكاي، كوينزلاند، أستراليا : 29 حالة وفاة - وهذا هو لا يزال أعنف حوادث الطائرات المدنية الأسترالية في التاريخ. وكان التحقيق غير قادرة على تحديد السبب المحتمل لهذا الحادث. وكان الحادث حاسما في تطوير مسجلات الطيران لتسجيل المعلمات لمساعدة التحقيقات في الحوادث طائرة المستقبل.
- وفي 7 مايو 1964، خطوط المحيط الهادئ للطيران في الرحلة 773 اصطدمت هيل في سان رامون، كاليفورنيا، بعد أحد الركاب انتحارية قتل كل الطيارين وثم تحولت البندقية على نفسه. وقتل كل 44 شخصا على متن الطائرة.
- في 6 أغسطس 1970 على الخطوط الجوية الدولية الباكستانية من طراز فوكر إف27 تربيني تحطم طائرة أثناء محاولة الإقلاع من إسلام اباد في عاصفة رعدية، مما أسفر عن مقتل كل 30 شخصا على متن الطائرة.
- في 30 يناير 1971 انديانا ايرلاين من طراز فوكر الصداقة الطائرات الجانج اختطفت من قبل هاشم قرشي وابن عمه أشرف بات ونقل جوا إلى لاهور ، باكستان حيث تم إطلاق سراح الركاب والطاقم وكانت الطائرة المحترقة في 1 فبراير 1971.[4][5][6]
- شركة الطيران الباكستانية الدولية الطيران 631 تحطمت في 8 ديسمبر 1972 جيلجيت، باكستان : 26 حالة وفاة.
- في 15 سبتمبر 1978 على القوات الجوية الفلبينية F-27 تحطمت بسبب windshear. وقتل 15 من أصل 24 شخصا كانوا على متنها، فضلا عن 17 شخصا على الأرض.
- يوم 29 مارس 1979 F-27 من Quebecair الطيران 255 تحطمت بعد دقائق من اقلاعها من مطار مدينة كيبيك جان ليساج الدولي . توفي 17 شخصا وأصيب 7.
- يوم 26 مايو 1980 بمثابة سلاح الجو النيجيري F-27 تحطمت بسبب عاصفة رعدية، مما أسفر عن مقتل كل 30 شخصا على متن الطائرة. والطائرة التي كانت تقل وفدا من المسؤولين العسكريين والحكوميين في مهمة دبلوماسية.
- في 20 يوليو 1981 الصومالية ايرلاينز الرحلة 40 تحطمت قرب بلد الصومال . وقتل كل 50 راكبا وافراد الطاقم على متن الطائرة.
- في 4 أغسطس 1984 وبيمان بنجلادش الجوية طيران من شيتاغونغ تحطمت في مستنقعات بالقرب من مطار شاه جلال الدولي . جميع 45 راكبا و4 من افراد الطاقم إف27 توفي. وقد قاد الرحلة من خلال Kaniz فاطمة Roksana ، أول طيار تجاري الإناث في البلاد.[7]
- في 16 آب عام 1986 الخطوط الجوية السودانية إف27 اسقطت من قبل الجيش الشعبي، مما أسفر عن مقتل كل 60 شخصا على متن الطائرة.
- في 20 فبراير 1986، أسقطت طائرة مقاتلة عراقية طائرة إيرانية من طراز F27-600 بقيادة العقيد عبد الباقي درويش. قُتل جميع أفراد الطاقم والركاب البالغ عددهم 49. وكانت الطائرة تقل وفدا من المسؤولين العسكريين والحكوميين في مهمة.
- في 23 تشرين الأول عام 1986 PIA فوكر إف27 تعطل في حين هبط إلى الهبوط في مدينة بيشاور بشمال غرب البلاد مما أسفر عن مقتل 13 من ال 54 شخصا كانوا على متنها
- في 8 ديسمبر 1987 كارثة جوية اليانزا ليما فيه إف27 البحرية التي كانت تنقل في ليما اليانزا ل كرة القدم نادي تحطمت في ليما، بيرو، مما أسفر عن مقتل الفريق بأكمله.
- في 19 أكتوبر 1988 أربعة وثلاثين توفي في Vayudoot إف27 تحطم قرب جواهاتي، الهند.[8][9]
- في 25 آب عام 1989 PIA فوكر تحمل 54 شخصا يختفي بعد مغادرة جيلجيت في شمال باكستان. تم العثور على حطام الطائرة أبدا.
- في 12 شباط عام 1990 TAM الخطوط الجوية من طراز فوكر إف27 تسجيل PT-LCG تسيير رحلة طيران من ساو باولو-كونجونهاس إلى باورو، ويرجع ذلك إلى الإجراءات النهج الخاطئ هبطت في باورو 775m الماضي عتبة المدرج. كان الطيار غير قادر على بدء يرحل الداخلي وذهب بعد نهاية المدرج لتصل إلى السيارة التي كانت تمر على طريق قريب. توفي أحد افراد الطاقم و2 راكبي السيارة.[10]
- في 8 نوفمبر 1995 على القوات الجوية الأرجنتينية تحطمت إف27 تسجيل TC-72 التشغيل من كومودورو ريفادافيا إلى قرطبة، على جبل Champaquí في قرطبة، مما أسفر عن مقتل كل 52 شخصا، بينهم العديد من الأطفال.[11]
- في 12 يناير 1999 على إف27 (تسجيل: G-CHNL) تشغيل طائرة شحن ل قناة اكسبرس قادمة في غيرنسي من لوتون تحطمت قصيرة من المدرج 27 بعد نشر رفرف كامل على النهج. كما نشرت رفرف، نقل البضائع الخلف وخرجت كتلة الطائرة وحدود التوازن، بدأ طاقم الطائرة وهي المشكلة التي GO-حول ويزيد من تفاقمها رفع العتاد وتطبيق السلطة. نزلوا من الطائرة حتى دون حسيب ولا رقيب والمتوقفة والتي أسفرت عن الطائرات التي تؤثر على التحفظية من منزل يقع تحت مسار الرحلة. لحسن الحظ لم يصب أحد على الأرض، ومع ذلك قتل كل طاقم الطائرة من قبل مما أدى الحريق الذي اجتاح الطائرة. وخلص التحقيق لم يتم تحميل الطائرة وفقا لloadsheet. [1] .
- في 11 نوفمبر 2002 اواج الخطوط الجوية الدولية طيران 585 تحطمت في خليج مانيلا . وقتل 19 من 34 شخصا كانوا على متنها.
- في 20 شباط 2003 إف27 العسكرية تحطمت في شمال غرب باكستان مما أسفر عن مقتل باكستان سلاح الجو رئيس، قائد القوات الجوية المارشال مصحف علي مير، وزوجته و15 آخرين.
- شركة الطيران الباكستانية الدولية 688 رحلة تقل 45 شخصا تحطمت بعد 2-3 دقائق تقلع من مولتان المطار يوم 10 يوليو 2006. ولم يكن هناك ناجون. وكان يشتبه في نيران المحرك هو سبب تحطم الطائرة.[12]
- في 6 أبريل 2009 تحطمت طائرة إف27 تابعة لسلاح الجو الإندونيسي في باندونغ، اندونيسيا، مما أسفر عن مقتل جميع الركاب على متن الطائرة والبالغ عددهم 24. وقيل إن سبب الحادث قد يكون الأمطار الغزيرة.[13] وذكر أن الطائرة تحطمت في حظيرة أثناء إجراء هبوطه وقتل جميع ركابها. الخسائر البشرية ما يلي: 6 أطقم، مدرب و17 أفراد القوات الخاصة متدرب.
- في 21 يونيو 2012 تحطمت طائرة إف27 تابعة لسلاح الجو الإندونيسي في مجمع سكني في العاصمة جاكرتا، واندلعت النيران في ستة منازل وقتل 11 شخصا على الاقل.[14]

## الطائرات على العرض
إنتاج أول طراز فوكر إف27 في الألوان NLM في لللطيران في عام 2006 (PH-مؤسسة فيصل الحسيني) إنتاج أول طراز فوكر إف27 الصداقة الحفاظ على Aviodrome يليستاد، تميزت هولندا في الألوان من NLM
المملكة المتحدة في الهواء - G-BHMY المحفوظة في متحف الطيران نورويتش
طبعة جديدة من النموذج الأول PH-NIV، بمناسبة مدخل اللوجستية بارك فوكر كما فوكر الجزية، موقع المصنع السابق في مطار سخيبول / سعدت مير

## المواصفات (F.27)

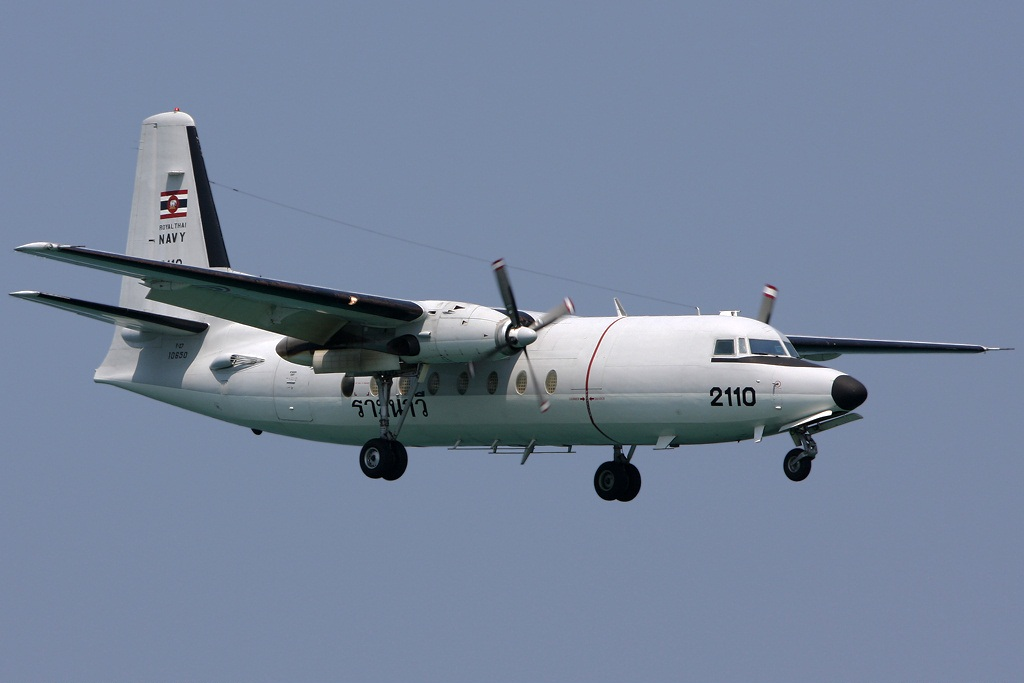
F27-400M of Thai Navy in 2012.

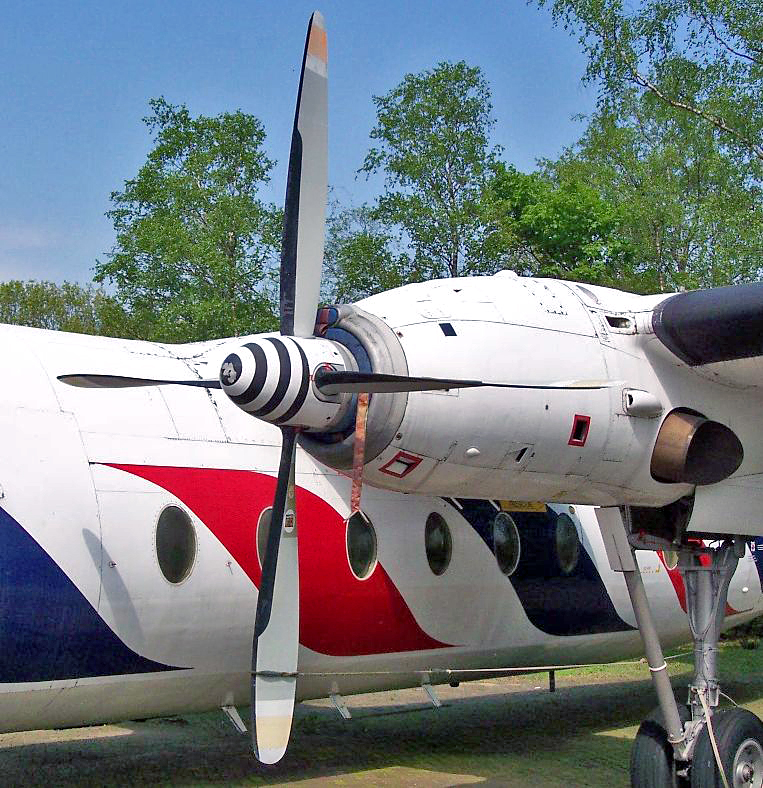
محرك إف27 رولز رويس دارت

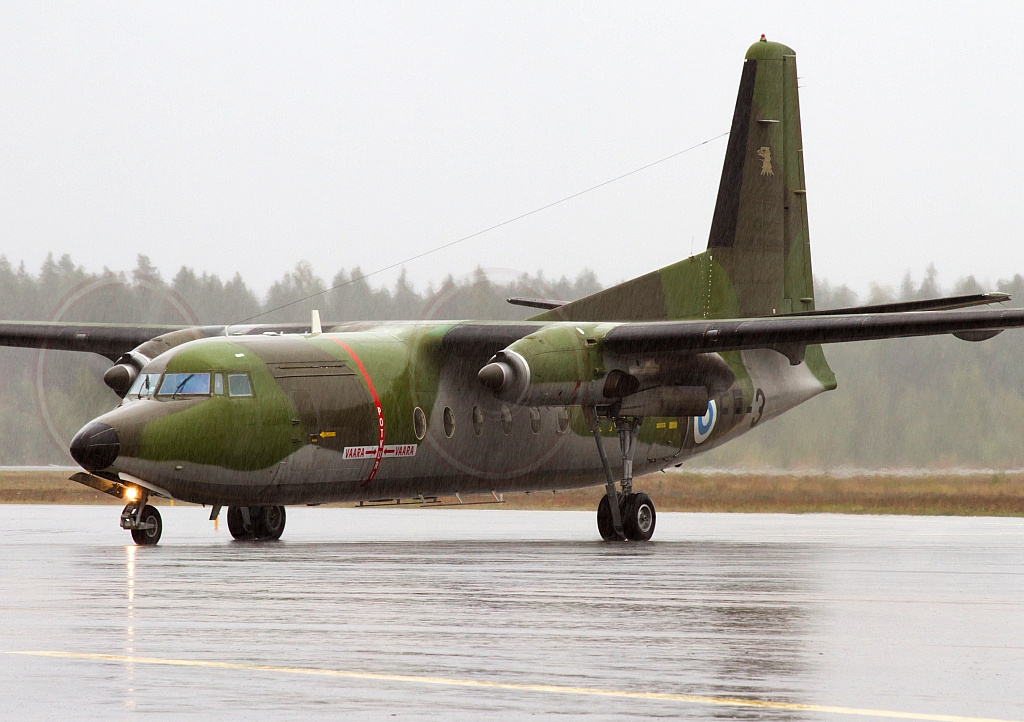
القوات الجوية الفنلندية إف-27-400إم في مطار جونسو

### الخصائص العامة
- الطاقم: 2 أو 3
- القدرة: 48-56 راكبا
- مدة العرض: 25.06 متر (82 قدم 3 في)
- طول الجناح: 29 متر (95 قدم 2 في)
- الطول: 8.72 متر (28 قدم 7 في)
- منطقة الجناح: 70 م 2 (750 قدم مربع)
- الوزن فارغة: 11,204 كجم (£ 24701)
- أقصى وزن للإقلاع: 19,773 كجم (£ 43592)
- المحرك: 2 × رولز رويس دارت Mk.532-7 مرحلتين الطرد المركزي تربيني ضاغط، 1,678 كيلوواط (2,250 حصان) كل

### الأداء
- المبحرة سرعة: 460 كم / ساعة (286 ميلا في الساعة؛ 248 KN)
- المدى: 2,600 كم (1,616 ميل؛ 1,404 NMI)
- معدل الصعود: 7.37 م / ث (1,451 قدم / دقيقة)

## وصلات خارجية
- Stork Aerospace Homepage
- F27 Friendship Association *[30_F27_per_cn Photo Gallery] (in Dutch and English)
- فوكر إف27 - معلومات